# 羅斯福推論

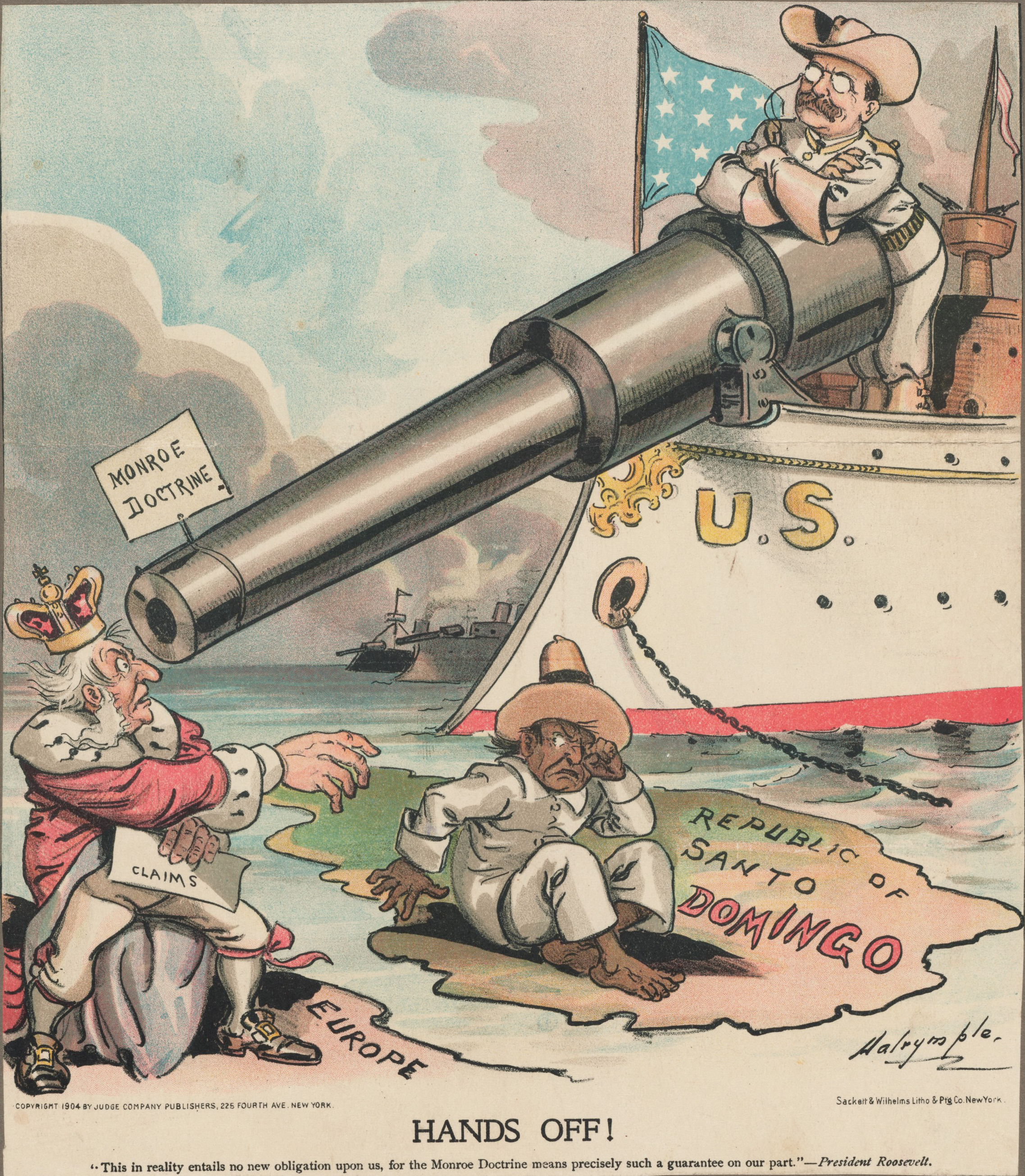
描繪羅斯福運用門羅主義將歐洲列強排除在多明尼加之外的政治漫畫。

羅斯福推論（英語：Roosevelt Corollary），是美国总统西奥多·罗斯福于1904年在委内瑞拉危机后通过提出的对门罗主义的扩展。这一推论声明美国会维护欧洲国家的合法诉求，介入欧洲与拉丁美洲国家间的冲突，而不允许欧洲国家自身直接介入。罗斯福将他的政策和门罗主义联系起来，并与自己的巨棒外交保持一致。为此，他称美国有理由在西半球行使“国际警察权”（international police power），结束当地长期混乱。与阻止欧洲国家介入的门罗主义相比，罗斯福推论则为美国介入西半球其他国家事务提供了支持。1934年罗斯福总统的堂弟，富兰克林·罗斯福总统宣布放弃干涉主义，转而开始推行睦邻政策。

## 內容
1904年12月，羅斯福在對國會的年度報告中稱：
我國所希冀的是見到鄰國穩定、有序與繁榮。任何能自我管理的國家皆能信賴與我國間真摯的友誼。如果一國知道在政治與社會事務上如何表現得理性的效率與得體，如果一國能維持秩序與遵守義務，該國不需要擔心美國的干涉。任一國的文明社會解紐招致的衰弱與長期的不法行為，需要其他文明國家介入者；在美洲，及在西半球，或在美國在門羅主義下的影響圈，將迫使美國不得不使用其國際警察權介入處理。
門羅主義要求歐洲列強不要插手美洲事務，羅斯福則在推論中更清楚地表明「美國有義務親自干涉，故不會允許歐洲列強出手。」

## 腳註
1. ↑  Alan McPherson, "Herbert Hoover, Occupation Withdrawal, and the Good Neighbor Policy." Presidential Studies Quarterly 44.4 (2014): 623-639.
2. ↑  Roosevelt, Theodore. . Teaching American History. Ashland University. 6 December 1904  [2019-12-03]. （原始内容存档于2021-08-18）.
3. ↑  Bailey, Thomas Andrew. . . Boston: Houghton Mifflin. 1998: 198. since the United States would not permit the European powers to lay their hands on, he had an obligation to do so himself.